# Penhold
Penhold is een plaats (town) in de Canadese provincie Alberta en telt 1961 inwoners (2006).